# Ubatubesia
Ubatubesia is een geslacht van hooiwagens uit de familie Gonyleptidae.
De wetenschappelijke naam Ubatubesia is voor het eerst geldig gepubliceerd door B. Soares in 1945. 

## Soorten
Ubatubesia omvat de volgende 3 soorten:
- Ubatubesia amplicoxae
- Ubatubesia oliverioi
- Ubatubesia rabelloi